# 金福寺 (京都府京丹波町)
金福寺（こんぷくじ）は、京都府船井郡京丹波町にある浄土真宗本願寺派の寺院。山号は摂取山。本尊は阿弥陀如来。山門に「楠公史跡」と刻まれた石碑が建立されている。

## 歴史
恵心僧都によって京・西六条に創建されたと伝わる。同寺に所蔵されている年代不詳の「諸願控帳」には、同寺を開基した楠三郎左衛門正保は、天正年間、本願寺第11代門首・顕如の懇請により、丹波から3千の軍勢を引き連れ、雑賀衆の軍師・鈴木重幸のもとで織田軍と戦ったとされる。慶長7年（1602年）8月27日、第12代宗主・准如に帰順。了空と号し、天台宗より浄土真宗に改宗。以来、同寺の住職は楠氏により代々世襲される。また、西本願寺末の中本山として畿内を中心に約800余の末寺を抱え、隆盛を極めたという。明治元年（1868年）に火災に遭い、明治中期に西六条天使通木材屋から現在地の船井郡新水戸村に移転。江戸期、新水戸村の御堂は一説教所であったが、江戸中期の福岡藩士・貝原益軒の著した「北海記行」に由緒ある寺として新水戸の御堂の記述がある。